# Frans Joosen
Frans J. Joosen (Tilburg, 29 maart 1932 – Oosterhout, 8 september 2021) was een Nederlands kunstschilder. Hij schilderde voornamelijk figuur, naakt, portret en landschap. Joosen was leerling van Rob Verbunt en Jan Asselbergs. Lid van de Tilburgse Kunstvrienden, oprichter en tot 1972 voorzitter van de Kunstcontactgroep "Oosterhout".

## Levensloop
Frans Joosen werd geboren op 29 maart 1932 in Tilburg. Na een loopbaan bij de marine kreeg hij interesse voor tekenen en schilderen. Op een tentoonstelling van eigentijdse Brabantse schilders zag hij het werk van Nico Molenkamp, Jan Gregoor en anderen. Hierdoor geïnspireerd, trad hij toe tot de Tilburgse kunstkring "De Kunstvrienden". Onder leiding van Jan Asselbergs en Rob Verbunt oefende hij zich tijdens de avonden van deze vereniging in portret- en figuurtekenen. Hij begon spoedig te exposeren en werd ook bestuurslid van de Tilburgse Kunstvrienden. In deze periode maakte hij een van zijn eerste abstracte werken, getiteld Oorlog en Vrede.
Na verhuizing naar Oosterhout richtte Frans Joosen in 1968 de Kunstcontactgroep "Oosterhout" op. In dit verband exposeerde hij onder meer in het seminarie van de paters Kapucijnen. Rond 1980 richtte hij de Vereniging van Oosterhoutse Beeldende Kunstenaars mee op. Hij werd hiervan de eerste voorzitter en bleef nog jarenlang lid. Buiten tekenen en schilderen heeft hij zich ook bezig gehouden met grafiek, weven en incidenteel het ontwerpen van wandversieringen en glas-in-loodramen. De gemeente Oosterhout kocht voor het gemeentehuis het schilderij Vrouwen aan de dijk aan. De scène op dit doek is een neerslag van zijn ervaringen tijdens de watersnoodramp van 1953 in Zeeland, waar hij als reddingswerker actief was.
Joosen overleed in 2021 op 89-jarige leeftijd.